# Tauves
Tauves är en kommun i departementet Puy-de-Dôme i regionen Auvergne-Rhône-Alpes i centrala Frankrike. Kommunen ligger i kantonen Tauves som tillhör arrondissementet Issoire. År 2022 hade Tauves 700 invånare.

## Befolkningsutveckling
Antalet invånare i kommunen Tauves
| Referens: INSEE |

## Vänorter
- Castiglione di Sicilia, Italien